# Juicio a los Einsatzgruppen

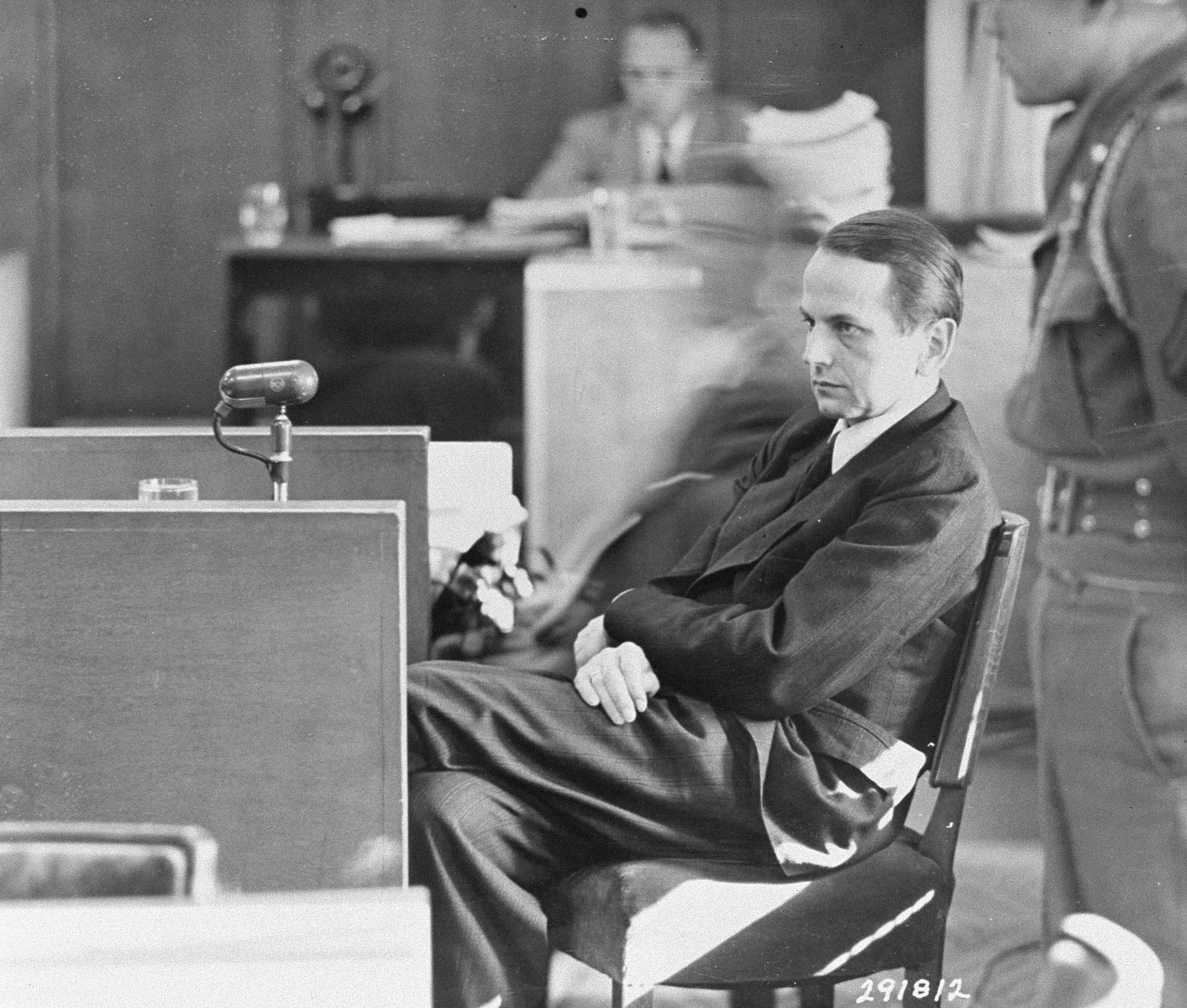
Otto Ohlendorf durante su testimonio en el Juicio a los Einsatzgruppen el 9 de octubre de 1947.

El Juicio a los Einsatzgruppen fue el noveno de doce procesos que siguieron al juicio principal de Núremberg. Fue llevado a cabo del 15 de septiembre de 1947 al 10 de abril de 1948 en la sala 600 del Palacio de Justicia de Núremberg, en donde ya había tenido lugar el Juicio principal de Núremberg por el Tribunal Militar Internacional. A diferencia del Juicio principal, el Juicio a los Einsatzgruppen tuvo lugar ante un tribunal militar estadounidense (Núremberg Military Tribunal, NMT) y no bajo control de las cuatro potencias. Oficialmente, el caso fue llamado The United States of America against Otto Ohlendorf, et al (inglés para "Los Estados Unidos de América contra Otto Ohlendorf y otros).
Se acusó a 24 oficiales de la SS, como comandantes de los Einsatzgruppen con responsabilidad por los delitos de sus unidades en los territorios ocupados de la Unión Soviética. Desde el inicio de la Operación Barbarroja, los Einsatzgruppen recibieron el encargo de asesinar a los funcionarios soviéticos y a la "intelligentsia judía" de la Unión Soviética. Durante los primeros tres meses de la guerra contra la Unión Soviética, las matanzas de los Einsatzgruppen en el Este se incrementaron, de forma que, a inicios de octubre de 1941, disparaban indiscriminadamente a hombres, mujeres, niños y ancianos judíos. Entre las víctimas de los Einsatzgruppen también se encontraban prisioneros de guerra, gitanos, militantes comunistas, enfermos mentales y rehenes de la población civil. El número de víctimas asesinadas por los Einsatzgruppen entre junio de 1941 y 1943 en la Unión Soviética ha sido estimado en, por lo menos, 600.000 o, de acuerdo a otros datos, en más de un millón de personas. La acusación se hizo sobre la base de los informes de los Einsatzgruppen que sumaron más de un millón de víctimas.
El juicio concluyó sin absoluciones: 14 acusados fueron condenados a pena de muerte, dos recibieron cadenas perpetuas y cinco fueron condenados a penas de prisión de diez a veinte años. Un reo se suicidó antes del inicio del proceso, uno salió de la cárcel debido a una enfermedad y otro más fue puesto en libertad después de cumplir con la prisión preventiva. Cuatro penas de muerte fueron conmutadas por cadenas perpetuas y seis penas de prisión fueron reducidas. Cuatro ejecuciones se llevaron a cabo el 7 de junio de 1951. Los últimos tres presos salieron de la cárcel en mayo de 1958.

## Acusados
| Nombre                | Foto | Función | Sentencia | Resultado de la amnistía de 1951                                             |
| --------------------- | ---- | --- | --- | ---------------------------------------------------------------------------- |
| Otto Ohlendorf        |      | SS Gruppenführer; miembro de la SD; oficial comandante de la Einsatzgruppe D                                                                       | Muerte por ahorcamiento                                                                                          | Ejecutado el 7 de junio de 1951                                              |
| Heinz Jost            |      | SS Brigadeführer; miembro de la SD; oficial comandante de la Einsatzgruppe A                                                                       | Cadena perpetua                                                                                                  | Conmutada por 10 años; fallecido en 1964                                     |
| Erich Naumann         |      | SS Brigadeführer; miembro de la SD; oficial comandante de la Einsatzgruppe B                                                                       | Muerte por ahorcamiento                                                                                          | Ejecutado el 7 de junio de 1951                                              |
| Otto Rasch            |      | SS Brigadeführer; miembro de la SD y de la Gestapo; oficial comandante de la Einsatzgruppe C                                                       | Separado del juicio el 5 de febrero de 1948 por razones médicas                                                  | Falleció el 1 de noviembre de 1948                                           |
| Erwin Schulz          |      | SS Brigadeführer; miembro de la Gestapo; oficial comandante del Einsatzkommando 5 y de Einsatzgruppe C                                             | 20 años | Conmutada a 15 años; liberado el 9 de enero de 1954; fallecido en 1981       |
| Franz Six             |      | SS Brigadeführer; miembro de la SD; oficial comandante del Vorkommando Moscú y de Einsatzgruppe B                                                  | 20 años | Conmutada a 15 años; liberado el 30 de septiembre de 1952; fallecido en 1975 |
| Paul Blobel           |      | SS Standartenführer; miembro de la SD; oficial comandante del Sonderkommando 4a y de la Einsatzgruppe C                                            | Muerte por ahorcamiento                                                                                          | Ejecutado el 7 de junio de 1951                                              |
| Walter Blume          |      | SS Standartenführer; miembro de la SD; oficial comandante del Sonderkommando 7a y de la Einsatzgruppe B                                            | Muerte por ahorcamiento                                                                                          | Conmutada a 25 años; liberado en 1955; fallecido en 1974                     |
| Martin Sandberger     |      | SS Standartenführer; miembro de la SD; oficial comandante del Sonderkommando 1a y de la Einsatzgruppe A                                            | Muerte por ahorcamiento                                                                                          | Conmutada por cadena perpetua; liberado en 1958; fallecido en 2010           |
| Willy Seibert         |      | SS Standartenführer; miembro de la SD; jefe sustituto de la Einsatzgruppe D                                                                        | Muerte por ahorcamiento                                                                                          | Conmutado a 15 años; fallecido en 1976                                       |
| Eugen Steimle (DE)    |      | SS Standartenführer; miembro de la SD; oficial comandante del Sonderkommando 7a, de la Einsatzgruppe B, 'Sonderkommando 4a y de la Einsatzgruppe C | Muerte por ahorcamiento                                                                                          | Conmutado a 20 años; liberado en junio de 1954; fallecido en 1987            |
| Ernst Biberstein      |      | SS Obersturmbannführer; miembro de la SD; oficial comandante del Einsatzkommando 6 y de la Einsatzgruppe C                                         | Muerte por ahorcamiento                                                                                          | Conmutada por cadena perpetua; liberado en 1958; fallecido en 1986           |
| Werner Braune         |      | SS Obersturmbannführer; miembro de la SD y de la Gestapo; oficial comandante del Sonderkommando 11b y de la Einsatzgruppe D                        | Muerte por ahorcamiento                                                                                          | Ejecutado el 7de junio de 1951                                               |
| Walter Haensch        |      | SS Obersturmbannführer; miembro de la SD; oficial comandante del Sonderkommando 4b y de la Einsatzgruppe C                                         | Muerte por ahorcamiento                                                                                          | Conmutado a 15 años                                                          |
| Gustave Nosske        |      | SS Obersturmbannführer; miembro de la Gestapo; oficial comandante del Einsatzkommando 12 y de la Einsatzgruppe D                                   | Cadena perpetua                                                                                                  | Conmutada a 10 años; fallecido en 1990                                       |
| Adolf Ott             |      | SS Obersturmbannführer; miembro de la SD; oficial comandante del Sonderkommando 7b y de la Einsatzgruppe B                                         | Muerte por ahorcamiento                                                                                          | Conmutada por cadena perpetua; liberado el 9 de mayo de 1958                 |
| Eduard Strauch        |      | SS Obersturmbannführer; miembro de la SD; oficial comandante del Einsatzkommando 2 y de la Einsatzgruppe A                                         | Muerte por ahorcamiento; entregado a las autoridades belgas; falleció en un hospital el 11 de septiembre de 1955 |                                                                              |
| Emil Haussmann        |      | SS Sturmbannführer; miembro de la SD; oficial comandante del Einsatzkommando 12 y de la Einsatzgruppe D                                            | Se suicidó antes de la sentencia el 31 de julio de 1947                                                          |                                                                              |
| Waldemar Klingelhöfer |      | SS Sturmbannführer; miembro de la SD; oficial comandante del Sonderkommando 7b y de la Einsatzgruppe B                                             | Muerte por ahorcamiento                                                                                          | Conmutado a cadena perpetua; liberado en 1956; fallecido en 1980             |
| Lothar Fendler        |      | SS Sturmbannführer; miembro de la SD; jefe provisional del Sonderkommando 4b y de la Einsatzgruppe C                                               | 10 años | Conmutada a 8 años                                                           |
| Waldemar von Radetzky |      | SS Sturmbannführer; miembro de la SD; jefe provisional del Sonderkommando 4a y de la Einsatzgruppe C                                               | 20 años | Liberado                                                                     |
| Felix Rühl            |      | SS Hauptsturmführer; miembro de la Gestapo; oficial del Sonderkommando 10b y del Einsatzgruppe D                                                   | 10 años | Liberado                                                                     |
| Heinz Schubert        |      | SS Obersturmführer; miembro de la SD; oficial en Einsatzgruppe D                                                                                   | Muerte por ahorcamiento                                                                                          | Conmutado a 10 años                                                          |
| Mathias Graf          |      | SS Untersturmführer; miembro de la SD; oficial del Einsatzkommando 6 y del Einsatzgruppe D                                                         | Pena cumplida |                                                                              |